# Melledes
Melledes es un concejo del municipio de Ribera Baja, en la provincia de Álava, País Vasco (España).

## Toponimia
En el año 1025 en la Reja de San Millán, consta como Melietes.Otras denominaciones que ha tenido son Mellietes (1099), Meliedes (1257), Melledes (1696), entre otras.

## Geografía física
Se sitúa en una pequeña tribuna a caballo en la cadena de montículos que dividen las cuencas de los ríos Zadorra y Bayas, dominando las tierras delimitadas por sendas depresiones en su encuentro con el río Ebro, y alcanzando una altitud media sobre el nivel del mar de 632 metros.
|                                    |  |                            |
| Oeste: Igay                        |  | Este: Manzanos             |
| Suroeste: Quintanilla de la Ribera |  | Sureste: Armiñón,Estavillo |

## Historia
Hacia mediados del siglo XIX, el lugar, ya por entonces perteneciente al ayuntamiento de Ribera Baja, tenía contabilizada una población de 21 habitantes. Aparece descrito en el undécimo volumen del Diccionario geográfico-estadístico-histórico de España y sus posesiones de Ultramar de Pascual Madoz de la siguiente manera:

MELLEDES: l. del ayunt. de Ribera Baja en la prov. de Alava (á Vitoria 6 leg.), part. jud. de Añana (2), aud. terr. de Burgos, c. g. de las Provincias Vascongadas; dióc. de Calahorra (18): sit. en un alto; clima templado; le combate el viento N., y se padecen perlesías. Tiene 5 casas inclusa la consistorial con cárcel, igl. parr. (San Juan), servida por un beneficiado, que tambien sirve la de Igay, aunque reside en aquel; y para surtido de los vecinos varias fuentes de aguas comunes y saludables. El térm. confina N. Antezana; E. Quintanilla; S. Igay, y O. San Pelayo; comprendiendo en su circunferencia algunos trozos de monte poblados. El terreno es de segunda y tercera clase; le atraviesa el r. Bayas que va á confundirse con el Ebro. Los caminos son de pueblo á pueblo, en mal estado: el correo se recibe de Miranda de Ebro, por los mismos interesados. prod.: trigo, cebada, avena, minucias y varias legumbres y hortalizas: cria de ganado mular, vacuno, lanar, cabrío y de cerda: caza de liebres y perdices: pesca de barbos y anguilas. pobl.: 8 vec., 21 alm. riqueza y contr. con su ayunt. (V.)
(Madoz, 1848, pp. 364-365)

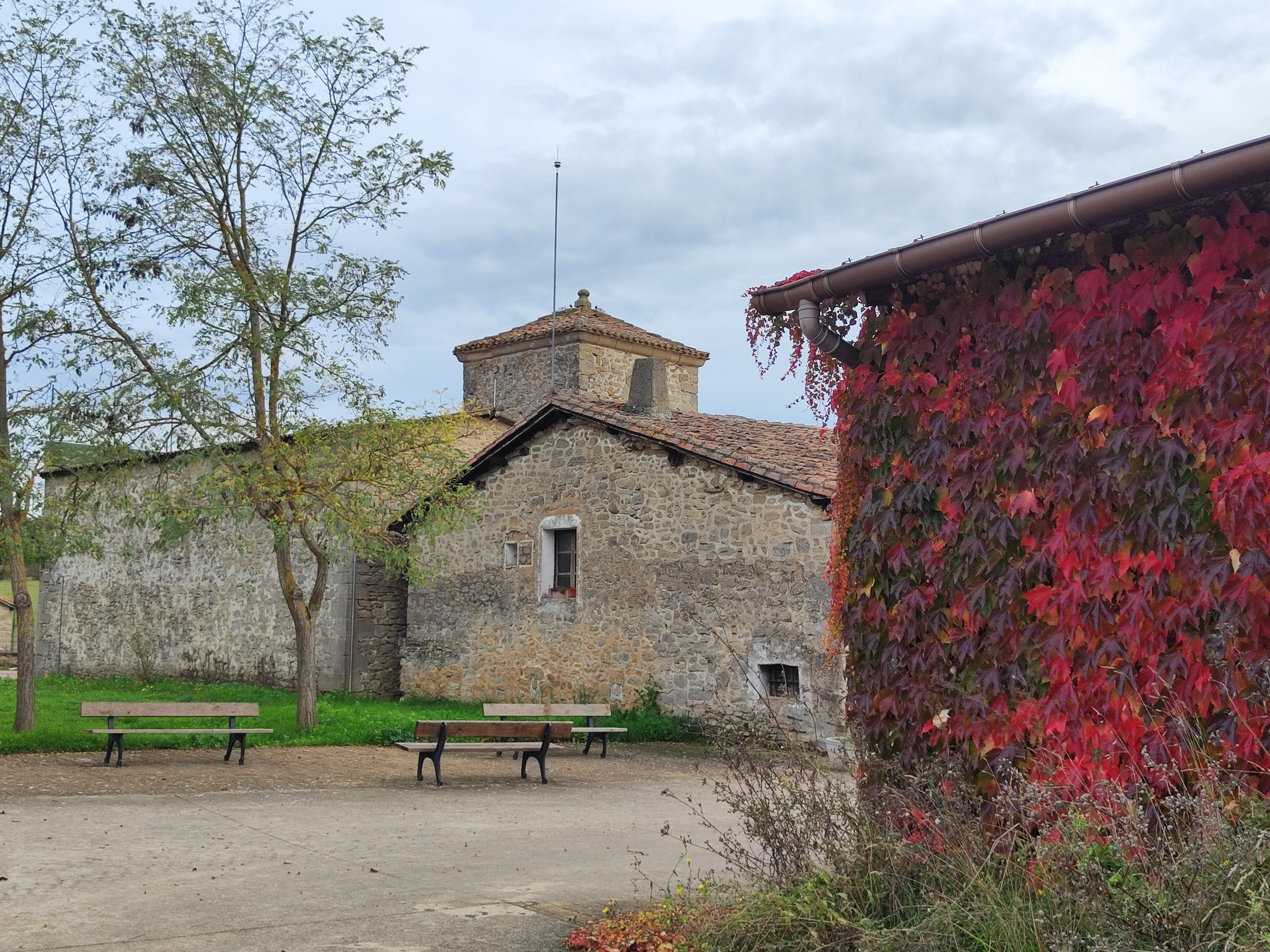
Melledes en otoño

En 1988 Melledes no existía, apenas quedaba una casa en pie. Renació como un núcleo abandonado adquirido por la asociación gitana Gao Lacho Drom, que se encarga de acondicionar el lugar.En el año 2000 y se pensó en el beneficio que podría generar la organización del concejo.Se acometieron servicios básicos como el alumbrado público, el abastecimiento y el saneamiento.En el año 2009 se inauguró el Centro Social y Junta Administrativa de Melledes. En 2022, la entidad singular de población tenía empadronados 51 habitantes y el núcleo de población, los mismos.

## Demografía

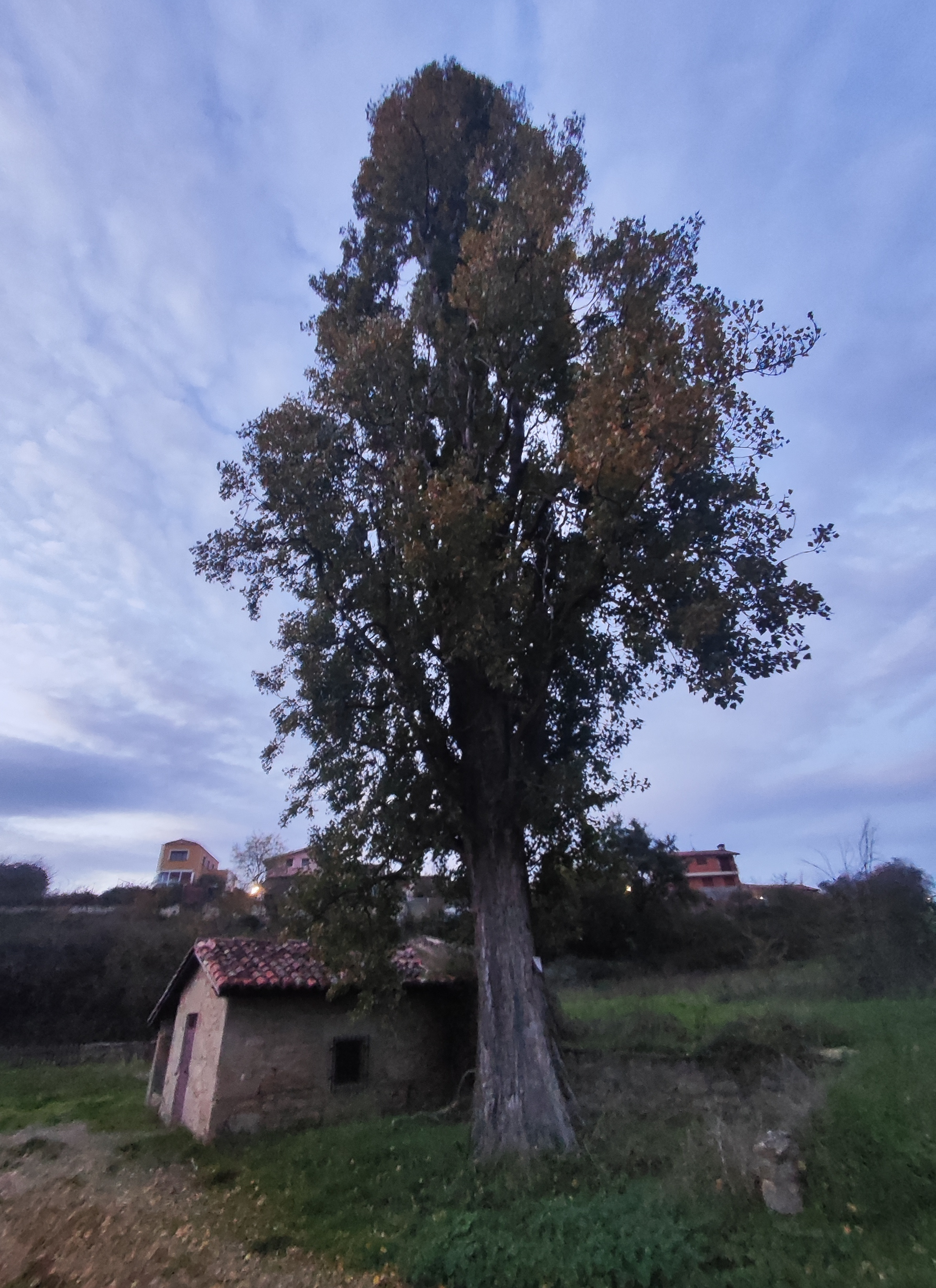
Álamo junto al lavadero

| Gráfica de evolución demográfica de Melledes entre 2000 y 2017 |
|                                                                |
| Población de derecho según los censos de población del INE.    |

## Cultura

### Patrimonio material
- Iglesia de San Juan Evangelista.[10]
- Fuente-abrevadero-lavadero de 1864.[11][3]
- Cementerio (rehabilitado).

### Patrimonio inmaterial
- Fiestas en junio por San Juan.[3]